# Przemysław Norko
Przemysław Norko (ur. 29 marca 1979 w Szczecinie) – polski piłkarz grający na pozycji bramkarza. Aktualnie trener bramkarzy Kotwicy Kołobrzeg.
Jest wychowankiem Chemika Police, skąd przeszedł do Zagłębia Lubin. W tym klubie zadebiutował w ekstraklasie 23 sierpnia 1997 w wyjazdowym meczu przeciwko Widzewowi (1:3). Kolejne kluby w karierze Norki to Odra Szczecin, Polar Wrocław, Górnik Polkowice, ponownie Zagłębie, Pogoń Szczecin, Ruch Wysokie Mazowieckie, grecki APO Akratitos, albański Partizani Tirana, Ruch Chorzów, Kania Gostyń, a wiosną 2008 roku po raz drugi w karierze został zawodnikiem Pogoni Szczecin. W 2009 roku podpisał kontrakt z V-ligową Arkonią Szczecin. Po zakończeniu kariery, rozpoczął karierę trenerską. Najpierw był trenerem bramkarzy Floty Świnoujście, potem Zawiszy Bydgoszcz, Bytovii Bytów i Górnika Łęczna. 
W polskiej ekstraklasie rozegrał 19 spotkań.